# آج شاهزيب خانزاده كاي ساته
آج شاهزيب خانزاده كاي ساته هو برنامج تلفزيوني سياسي باكستاني مسائي حواري يُبث على قناة جيو نيوز من الاثنين إلى الجمعة، يُقدمه شاهزيب خانزاده. وهو بديل لبرنامج آج كامران خان كاي ساته الذي كان يُقدمه الصحفي كامران خان ومن إخراج جنيد ممتاز وإنتاج عصمت مالك. حاز شاهزيب خانزاده على جائزة أفضل مذيع لعام 2013 في باكستان.